# Stone Blue
| Recensione              | Giudizio        |
| ----------------------- | --------------- |
| AllMusic                | [ 3 ]           |
| Sputnikmusic            | 4.1 (Excellent) |
| Dizionario del Pop-Rock | [ 5 ]           |

Stone Blue è il settimo album discografico (in studio) del gruppo musicale di hard rock inglese Foghat, pubblicato dall'etichetta discografica Bearsville Records nel maggio del 1978.
L'album si classificò al venticinquesimo posto (il 1º luglio 1978) della Chart statunitense Billboard 200

## Tracce
Lato A
1. Stone Blue – 5:35 (Dave Peverett)
2. Sweet Home Chicago – 3:56 (Robert Johnson)
3. Easy Money – 3:54 (Dave Peverett)
4. Midnight Madness – 6:50 (Dave Peverett, Rod Price)

Lato B
1. It Hurts Me Too – 5:28 (Elmore James)
2. High on Love – 5:17 (Dave Peverett, Rod Price)
3. Chevrolet – 3:18 (Earl McDaniel)
4. Stay with Me – 4:22 (Dave Peverett, Rod Price)

## Formazione
- Lonesome Dave Peverett - voce solista, chitarra, armonie vocali
- Rod Price - chitarra solista, chitarra slide, chitarra acustica, dobro
- Craig MacGregor - basso
- Roger Earl - batteria

Note aggiuntive
- Foghat e Eddie Cramer - produttori
- Registrato al Woolworth Mansion di Glen Cove, New York (Stati Uniti)
- Remixato da Don Berman con Bob Ludwig e Niel Dorfsman al The Power Station di New York City (New York)
- Masterizzato al Masterdisk
- Peter Corriston - art direction e design album
- Alen MacWeeney - progetto copertina e fotografie
- Tony Outeda - coordinamento
- Ringraziamenti a: Bob Coffee, Niel Dorfsman e Weasle Morgan ed un ringraziamneto speciale a Bob Ludwig[9]